# Automolis waelbroecki
Automolis waelbroecki är en fjärilsart som beskrevs av Debauche 1938. Automolis waelbroecki ingår i släktet Automolis och familjen björnspinnare. Inga underarter finns listade i Catalogue of Life.